# جيرالد جوزيف ويبر
جيرالد جوزيف ويبر (بالإنجليزية: Gerald Joseph Weber)‏ هو محامي وقاضي أمريكي، ولد في 1 فبراير 1914 في إيري في الولايات المتحدة، وتوفي في 28 أغسطس 1989.